# Astoria (métro de Budapest)
Pour les articles homonymes, voir Astoria.
Astoria est une station du métro de Budapest. Elle est sur la  .

## Lieu remarquable à proximité
- Grande synagogue de Budapest
- Musée national hongrois
- Université Loránd Eötvös